# Рут Озеки
Рут Озеки (енгл. Ruth Ozeki; Њу Хејвен, Конектикат (САД), 12. марта 1956) је америчко-канадска ауторка, редитељка и зен будистички свештеник. Њене књиге и филмови, укључујући романе My Year of Meats (Моја година меса) (1998), All Over Creation (Све преко стварања) (2003), A Tale for the Time Being (Прича за биће времена) (2013) и The Book of Form and Emptiness (Књига о форми и празнинама) (2021) настоје да интегришу лични наратив и друштвени питања, и баве се темама које се односе на науку, технологију, еколошку политику, расу, религију, рат и глобалну популарну културу. Њени романи су преведени на више од тридесет језика. Предаје креативно писање на Смит колеџу, где је професорка хуманистичких наука Grace Jarcho Ross 1933 на Одсеку за енглески језик и књижевност.  

## Рани живот и образовање
Озеки је рођен 12. марта 1956. Одрасла је у Њу Хејвену, Конектикат, и ћерка је америчког лингвисте, антрополога и научника Маја Флојда Лаунзберија и лингвисте Масако Јокојаме. Године 1980. дипломирала је на Смит колеџу са дипломом енглеског и азијског језика, а након дипломирања добила је стипендију јапанског министарства образовања (Монбукагакушо) за дипломски рад на Универзитету Нара. 

## Каријера

### Филм и телевизија
Године 1985, Озеки се преселила у Њујорк и почела да ради као уметнички директор и дизајнер продукције  за нискобуџетне хорор филмове, укључујући Mutant Hunt (1987)  и Robot Holocaust (1986).  Године 1988. почела је да ради за Telecom Staff, јапанску продукцијску компанију, координирајући, продуцирајући и режирајући документарне програме за јапанску ТВ. За то време, режирала је епизоде See the World by Train (Видети свет возом)  и копродуцирала пилот документарну ТВ мини серију Fishing With John (1991),  у којој су глумили музичар Џон Лури и редитељ Џим Џармуш. Озекијев први филм, Body of Correspondence (1994), снимљен у сарадњи са уметницом Марином Зуркоу, освојио је New Visions Award на Филмском фестивалу у Сан Франциску  и емитован на ПБС-у.  Њен други филм, Halving the Bones (1995), говори аутобиографску причу о Озекином путовању док она доноси остатке своје баке кући из Јапана. Номинован је за Велику награду жирија на филмском фестивалу Санденс, а приказан је у Музеју модерне уметности у Њујорку, на Светском филмском фестивалу у Монтреалу и на филмском фестивалу Маргарет Мид, између осталих.  

### Писање
Озекијев дебитантски роман My Year of Meats (Моја година меса) (Viking Penguin, 1998), заснован на њеном раду на јапанској телевизији, говори о две жене, које живе на супротним странама света, чије животе повезује ТВ кулинарска емисија.  Моја година меса је награђена 1998. године Kiriyama Prize и 1998. Imus/Barnes & Noble American Book Award.  Њен други роман, All Over Creation (Целокупно стварање) (Viking Penguin, 2003), фокусира се на породицу која се бави узгојем кромпира у Ајдаху и групу активиста за заштиту животне средине која се противи употреби ГМО.  Аутор Мајкл Полан назвао је All Over Creation „паметним убедљивим романом о свету у којем не схватамо да живимо“.  All Over Creation је добио ВИЛА књижевну награду за савремену фикцију 2003. и Америчку награду за књигу 2004. године од Фондације Пре Колумба.
Озекијев роман из 2013. A Tale for the Time Being (Прича за биће времена) (Viking Penguin) прича причу о мистериозном дневнику који је написала проблематична ученица у Токију који је изронио на обалу северозападне обале Пацифика у Канади након јапанског земљотреса и цунамија 2011. Дневник открива романописац по имену Рут, која постаје опседнута откривањем судбине девојчице. Џуно Дијаз назвала је овај Озекијев роман „апсолутно најбољим — очаравајућим, интелигентним, урнебесним и срцепарајућим, често на истој страни“.  Роман је 2013. награђен Los Angeles Times Book Prize за белетристику и проглашен је за првог добитника књижевне награде Јаснаја Пољана 2015. (коју су основали Музеј и имање Лава Толстоја и Samsung Electronics) за најбољи страни роман 21. века.  Књига је добила неколико других домаћих и међународних награда, а објављена је у више од тридесет земаља.
У свом првом делу аутобиографске литературе, The Face: A Time Code (Restless Books, 2016), Озеки пише о трочасовном експерименту посматрања, у којем је проучавала свој одраз у огледалу и водила дневник мисли које су се појавиле током тога време.  The Face: A Time Code  је објављен као део револуционарне серије Restless Books, The Face, у којој су аутори Tash Aw и Chris Abani. 
Године 2021, Озеки је објавила свој четврти роман The Book of Form and Emptiness (Књига облика и празнине).   О 14-годишњем дечаку који почиње да чује гласове из ствари у кући након смрти његовог оца, књига је у јуну 2022. добила Женску награду за фикцију  

### Подучавање
Од 1982. до 1985. Озеки је предавала на одсеку за енглески језик на Универзитету Кјото Сангио и основала је школу енглеског језика у Кјоту, Јапан.  Тренутно је професор хуманистичких наука Grace Jarcho Ross 1933 на Одсеку за енглески језик и књижевност на колеџу Смит у Нортемптону, Масачусетс. 

### Зен
Озеки је заређен за Сото зен будистичког свештеника 2010. године; практикује зен будизам са Зокецу Норманом Фишером . Она је уредница веб странице Everyday Zen. 

## Лични живот
Озеки своје време дели на Нортхамптон, Масачусетс ; Њујорк, Њујорк; и острво Кортес, Британска Колумбија. Удата је за немачко-канадског уметника за заштиту животне средине Оливера Келхамера, који предаје на факултету за одрживе системе на Parsons School of Design у Њујорку.  
Њено законско име је Рут Дајана Лоунсбери. Озеки је књижевни псеудоним, преузето из презимена њеног бившег дечка и изабрано да боље представља њено мешовито етничко наслеђе. 

## Награде и признања (изабор)
- 2022: Добитница женске награде за фикцију [31] за The Book of Form and Emptiness (Књигу облика и празнине).
- 2015: Књижевна награда Јасне Пољане за страну књижевност, Музеј и имање Лава Толстоја, за A Tale for the Time (Прича за биће времена). Озеки је била први међународни добитник ове награде. [32]
- 2015: Међународна International Dublin Literary Award за A Tale for the Time Being (Прича за биће времена) [33]
- 2014: Награда Дос Пасос за A Tale for the Time Being (Прича за биће времена) [34]
- 2014: Национална награда круга књижевних критичара (фикција), ужи избор за A Tale for the Time Being (Прича за биће времена)[35] [36]
- 2014: Medici Book Club Prize за A Tale for the Time Being (Прича за биће времена)[37]
- 2014: Канадско-јапанска књижевна награда за A Tale for the Time Being (Прича за биће времена)[38]
- 2014: Награда Сунбурст за изврсност у канадској књижевности фантастичног за A Tale for the Time Being (Прича за биће времена) [39]
- 2013: Ужи избор за Награду Букер за A Tale for the Time Being (Прича за биће времена). Озеки је био први зен будистички свештеник који је ушао у ужи избор за Награду Букер. [40]
- 2013: Добитник Los Angeles Times Book Prize (фикција) за A Tale for the Time Being (Прича за биће времена) [41]
- 2013: Kitschies Red Tentacle Prize (UK) за A Tale for the Time Being (Прича за биће времена) [42]
- 2004: Америчка књижевна награда за целокупно стваралаштво [43]
- 2003: Књижевна награда WILLA за савремену фикцију за свеобухватно стваралаштво [44]
- 1998: Награда Киријама за My Year of Meats (Моју годину меса)
- 1998: Imus/Barnes & Noble American Book Award за My Year of Meats (Моју годину меса) [45]
- 1994: Награда Међународног удружења документарних филмова за изузетна достигнућа за Halving the Bones
- 1994: Кодак награда за креативну употребу кинематографије за Halving the Bones
- 1994: Филмски и видео фестивал у Сан Франциску, New Visions Award за Body of Correspondence (Тело кореспонденције).

## Дела

### Новеле
- My Year of Meats. Penguin. 1998. ISBN 978-0-14-028046-3.
- All Over Creation. Penguin. 2003. ISBN 978-0-14-200389-3.
- A Tale for the Time Being. Viking. 2013. ISBN 978-0-67-002663-0.
- The Book of Form and Emptiness. Viking. 2021. ISBN 978-0-399-56364-5.

### Аутобиографија
- The Face: A Time Code. Restless Books. 2016. ISBN 978-1632060525.

### Филмови
- Halving the Bones, 1995.
- Body of Correspondence, 1994.

### Антологије (изабрано)
- Melvin McLeod, ур. (2009). „The Art of Losing: On Writing, Dying, and Mom”. The Best Buddhist Writing 2009. Shambhala Publications. ISBN 978-1-59030-734-2.
- Layne, Kathy, ур. (2006). „Foreword”. Inside and Other Short Fiction: Japanese Women by Japanese Women. Kodansha USA. ISBN 978-4770030061.
- Prasad, Chandra, ур. (2006). „The Anthropologists' Kids”. Mixed: An Anthology of Short Fiction on the Multiracial Experience. W.W. Norton. ISBN 978-0393327861.
- Hagedorn, Jessica, ур. (2003). „Ships in the Night”. Charlie Chan 2: A Home in the World. Penguin. ISBN 978-0142003909. „ruth ozeki.”